# Liste des régions finlandaises par indice de développement humain

Carte des régions finlandaises par indice de développement humain en 2017.
Légende:
0.936
0.914
0.909
0.907
0.894

Cet article donne la liste des régions statistiques NUTS2 de Finlande classées par Indice de développement humain en 2017.

## Liste
| Rang                           | Région | HDI (2017)                     | Pays comparables (2017)        |
| Très haut développement humain | Très haut développement humain                                                                                            | Très haut développement humain | Très haut développement humain |
| ------------------------------ | --- | ------------------------------ | ------------------------------ |
| 1                              | Helsinki-Uusimaa | 0.936                          | Allemagne                      |
| –                              | Finlande (average) | 0.919                          | Royaume-Uni                    |
| 2                              | Ouest (Finlande centrale, Ostrobotnie du Sud, Ostrobotnie (région contemporaine), Satakunta, Pirkanmaa)                   | 0.914                          | Belgique                       |
| 3                              | Sud (Finlande-Propre, Kanta-Häme, Päijät-Häme, Vallée de la Kymi, Carélie du Sud)                                         | 0.909                          | Japon                          |
| 4                              | Nord & Est (Savonie du Sud, Savonie du Nord, Carélie du Nord, Kainuu, Ostrobotnie centrale, Ostrobotnie du Nord, Laponie) | 0.907                          | Autriche                       |
| 5                              | Åland | 0.894                          | Slovénie                       |